# Seznam představitelů městské části Brno-Ořešín
Toto je seznam představitelů městské části Brno-Ořešín. Vesnice Ořešín byla samostatnou obcí do roku 1971, kdy se stala součástí Brna. Samosprávná městská část Brno-Ořešín vznikla v roce 1990.

## Před rokem 1850
V roce 1784 je doložen pudmistr Jakub Kučerovský.

## Starostové obce (1850–1945)
| Ve funkci    | Jméno          | Strana | Poznámky       |
| ------------ | -------------- | ------ | -------------- |
| doložen 1884 | Josef Štelcl   |        |                |
| 1895–1900    | Josef Vacek    |        |                |
| 1900–1912    | Josef Popek    |        |                |
| 1912–1919    | Josef Štelcl   |        |                |
| 1919–1922    | František Šváb | ČSDSD  | rezignoval     |
| 1923         | Josef Kapoun   | KSČ    |                |
| 1923–1927    | Petr Pluháček  | ČSS    |                |
| 1927–1931    | Rudolf Vacek   |        |                |
| 1931–1933    | Josef Kapoun   | KSČ    | zbaven funkce  |
| 1933–1943    | Rudolf Vacek   |        | zemřel v úřadu |
| 1943–1945    | Jaroslav Lev   |        |                |

## Předsedové národního výboru (1945–1971)
| Ve funkci | Jméno           | Strana | Poznámky |
| --------- | --------------- | ------ | -------- |
| 1945–1948 | Václav Piják    | ČSNS   |          |
| 1948      | Karel Drápal    |        |          |
| 1948–1954 | Václav Piják    | ČSS    |          |
| 1954–1957 | Jan Schulz      |        |          |
| 1957–1960 | Ladislav Kubeš  |        |          |
| 1960–1964 | Karel Mičánek   |        |          |
| 1964–1971 | Miroslav Slezák |        |          |

## Starostové městské části (od 1990)
| Ve funkci | Jméno           | Kandidátní listina           | Navrhující strana  | Politická příslušnost | Poznámky    |
| --------- | --------------- | ---------------------------- | ------------------ | --------------------- | ----------- |
| 1990–1994 | Stanislav Piják |                              |                    |                       |             |
| 1994–1996 | Stanislav Piják | ČSSD                         | ČSSD               | nestraník             |             |
| 1996–1998 | Hana Tomášová   | ODS                          | ODS                | ODS                   | rezignovala |
| 1998–2002 | Zdeněk Hrnčíř   | Nezávislí kandidáti          | nezávislý kandidát | nestraník             |             |
| 2002–2005 | Jan Havíř       | ČSSD                         | ČSSD               | nestraník             | odvolán     |
| 2005–2006 | Jan Levíček     | SNK Společně pro Ořešín      | nezávislý kandidát | KDU-ČSL               |             |
| 2006–2010 | Jan Levíček     | "Společně pro Ořešín"        | nezávislý kandidát | KDU-ČSL               |             |
| 2010–2014 | Jan Levíček     | Společně pro Ořešín          | nezávislý kandidát | TOP 09                |             |
| 2014–2018 | Jan Levíček     | SPOLEČNĚ PRO OŘEŠÍN          | STAN               | nestraník             |             |
| 2018–2022 | Jan Levíček     | SPOLEČNĚ PRO OŘEŠÍN          | STAN               | nestraník             |             |
| 2022–2026 | Jan Levíček     | SPOLEČNĚ s HASIČI pro Ořešín | nezávislý kandidát | nestraník             |             |